# Garde nationale des Îles Vierges
La Garde Nationale des Iles Vierges fait partie de l'Air National Guard depuis le 19 octobre 1973. 
Deux régiments la composent et sont basés à Sainte-Croix : la 661e compagnie de police militaire (661st Military Police Company) et le 285e escadron génie civil (285st Civil Engineering Squadron)

## 285eescadron génie civil
Le 285e escadron génie civil a été créé le 7 mai 1980.
Le 285e escadron était, à l'origine, une petite unité qui s'est renforcée à l'issue de l'ouragan Hugo, en 1999. Cette unité ayant joué un rôle majeur lors des opérations de   reconstruction. Il a été mobilisé dans diverses opérations majeures des Etats-Unis (Joint Endeavour , Uphold Democracy , Joint Forge et Iraqi et Enduring Freedom). En 2012, l'unité perd sa mission de communication.
Aujourd'hui, il est devenu une unité mobilisable de génie civil en cas d'urgence, rapidement déployable et spécialisée. Il est capable d'apporter un soutien rapide pour rétablir, opérer et protéger les bases aériennes. Ses capacités incluent la protection des sites, la construction des camps, et les systèmes essentiels au fonctionnement. 